# Заповедная улица (Санкт-Петербург)
Запове́дная улица — улица в Приморском районе Санкт-Петербурга. Меридиональная улица в исторических районах Шувалово и Озерки. Проходит от Финляндской железнодорожной линии за Заповедную аллею.

## История
Название существует с 1930-х годов. Заповедная улица была продлена за Новоалександровскую улицу в 1950-х годах, где на территории Ново-Орловского лесопарка она разделялась на два проезда. Западный проезд доходил до третьей площадки завода им. В. Я. Климова, а восточный — до складов Госрезерва. В 2013—2014 годах западная часть Заповедной улицы была соединена с Парашютной улицей проездом, 12 августа 2014 года вошедшим в состав улицы Лётчика Паршина.
12 августа 2014 года участок западного проезда Заповедной улицы западнее Орлово-Денисовского проспекта был переименован в улицу Академика Харитона.
31 января 2017 года западная часть Заповедной улицы (от развилки в Ново-Орловском лесопарке до Орлово-Денисовского проспекта) была выделена в самостоятельную магистраль, названную Заповедной аллеей.

## Пересечения
С востока на запад (по увеличению нумерации домов) Заповедную улицу пересекают следующие улицы:
- Новоорловская улица — пересечение;
- Новоалександровская улица — пересечение;
- Заповедная аллея — примыкание.

## Транспорт
Ближайшие к Заповедной улице станции метро — «Проспект Просвещения» и «Озерки» 2-й (Московско-Петроградской) линии — находятся на расстоянии около 2,1 км по прямой от начала улицы.
По участку Заповедной улицы от Новоорловской улицы до Заповедной аллеи проходит социальный автобусный маршрут № 38.
На расстоянии около 600 м от начала улицы находится железнодорожная станция Шувалово.

## Общественно значимые объекты
- Ново-Орловский лесопарк;
- Федеральное государственное унитарное предприятие «Резервхлеб» — дом 62.

## Перспективы развития
Возможно продление Заповедной улицы между ФГУП «Резервхлеб» и Орловским карьером до Шуваловского проспекта.